# Pietro Bodoni
Pietro Bodoni (falecido em 1509) foi um prelado católico romano que serviu como bispo de Terni (1506–1509).

## Biografia
No dia 29 de julho de 1506, Pietro Bodoni foi nomeado pelo Papa Júlio II como Bispo de Terni e serviu lá como bispo até à sua morte em 1509.